# Stefania Rotolo
Stefania Rotolo (Roma, 23 febbraio 1951 – Roma, 31 luglio 1981) è stata una ballerina, showgirl, cantante e conduttrice televisiva italiana.
Conobbe la notorietà nella seconda metà degli anni settanta, dapprima in qualità di ballerina e soubrette grazie alle partecipazioni ai programmi televisivi Piccolo Slam e Non stop per poi passare a condurre, sulla fine del decennio, una trasmissione tutta sua: Tilt. In quest'ultima ottenne anche un notevole riscontro discografico, soprattutto con il brano Cocktail d'amore. Tuttavia poco tempo dopo, l'insorgere di una grave malattia interruppe bruscamente il preludio di una carriera promettente. Scomparve a soli 30 anni, a causa di un cancro all'utero.

## Biografia

### Gli inizi
Nata a Roma da padre originario di Alberobello e da madre austriaca, fu indirizzata al ballo proprio da quest'ultima. Martha Matoussek era stata infatti una danzatrice giunta in Italia per entrare nel corpo di ballo delle Bluebelles, che si esibiva negli show di Erminio Macario. Nel 1964 Stefania entrò a far parte dei Collettoni di Rita Pavone, tra i quali spiccavano teenager ancora sconosciuti come Loredana Bertè e Renato Zero. Successivamente, insieme a loro e a molti altri, fu tra i protagonisti che animavano la famosa discoteca romana Piper. Qualche anno dopo fu notata da Franco Estil, che le propose di unirsi alla sua compagnia di danza per un tour in Messico: la permanenza in America Latina avrebbe dovuto limitarsi a qualche mese ma la Rotolo, innamoratasi del sassofonista brasiliano Tyrone Harris, decise di seguirlo e di convivere con lui a Rio de Janeiro.
Nella metropoli carioca ebbe modo di perfezionare le sue doti di ballerina presso la nota escola de samba di João Gilberto.
Tornata in Italia prese parte nel 1974 al film La mafia mi fa un baffo di Riccardo Garrone, con Renato Cecilia. Il suo esordio televisivo avvenne di lì a poco, duettando con Charles Aznavour in un suo recital. Nel 1975 Stefania fu ingaggiata come "attrazione" nel Cantagiro. Prese parte successivamente, come ballerina, allo spettacolo teatrale Felicibumta di Garinei e Giovannini, con Gino Bramieri.

### Televisione
Ottenuto un contratto con la Rai, alla fine degli anni settanta conduce alcuni programmi destinati ai giovani. Il primo fu Piccolo Slam, in onda sulla Rete Uno (l'attuale Rai 1) nel 1977,  dedicato alla disco music. Stefania Rotolo è affiancata da Sammy Barbot, ballerino, cantante e dj di origine caraibica. I due incidono anche l'omonima sigla dello show. Visto il successo di Piccolo Slam, vengono raddoppiate le dodici puntate inizialmente previste, e ne viene prevista una seconda stagione. La nuova sigla, dal titolo Go!!!, vincerà il Telegatto come migliore sigla TV e il premio popolarità di Radio Monte Carlo.
Sempre nel 1978 esce il 33 giri Uragano Slam, che contiene diverse cover. Terminati gli impegni televisivi, la showgirl intraprende un tour (sempre chiamato Uragano slam), riscuotendo ancora un buon successo, guadagnandosi il soprannome di "ragazza uragano". Viene poi ingaggiata in autunno da Enzo Trapani per il suo varietà Non stop; anche qui, come da consuetudine, interpreta la sigla, Spaccotutto. Nel 1979 conduce un'altra trasmissione serale assieme al comico Gianfranco D'Angelo, Tilt, diretta dal regista rumeno-spagnolo Valerio Lazarov. La trasmissione si rivolge a un pubblico diversificato, prevedendo, oltre alle usuali atmosfere dance per i giovani, uno spazio dedicato ai bambini, detto baby music, dove Stefania balla sulle note delle sigle dei cartoni animati più in voga del periodo, in coppia con Enzo Paolo Turchi e una giovanissima Claudia Vegliante.
Tra i brani originali lanciati nella trasmissione ha un notevole successo Marameo. La sigla finale del programma, Cocktail d'amore (composta da Cristiano Malgioglio, Corrado Castellari e Marcello Mancini, eseguita e arrangiata dal maestro Paolo Ormi al piano, con Achille Oliva al basso, Giancarlo De Matteis alla chitarra e Marco Pirisi alla batteria), diventerà il maggiore hit discografico della soubrette, ponendola così all'attenzione della critica. Nel 1980, la Rai realizza lo special Chroma-Key folies dove sono replicati i migliori balletti di Stefania eseguiti all'interno di Tilt. Questo spettacolo rappresenterà l'Italia al Festival Internazionale della Televisione di Montreux in Svizzera.
Dopo un periodo di assenza dal piccolo schermo, torna in televisione apparendo per la prima volta su Canale 5, introdotta da Mike Bongiorno: il 30 dicembre 1980, durante la presentazione del Mundialito, il popolare conduttore televisivo lancia, con la presenza in studio dell'artista, la sigla ufficiale dell'evento sportivo che propone un inedito balletto della protagonista registrato negli studi televisivi della neonata rete televisiva milanese. 

### La morte
Nel marzo del 1980 inizia ad accusare i sintomi di un tumore uterino, in seguito al quale deve subire un intervento chirurgico che la tiene lontana dalla televisione. Dopo l'operazione partecipa ancora a un concerto, alla Bussoladomani di Marina di Pietrasanta, dove ripropone Cocktail d'amore in duo con Renato Zero. Il 17 agosto dello stesso anno viene intervistata da Luciano Salce nella trasmissione tv Ieri e oggi, insieme a Renzo Montagnani. Agli inizi del 1981 compare per l'ultima volta in televisione, a Superclassifica Show, interpretando il suo cavallo di battaglia.
Di lì a poco la malattia si aggravò. Costretta a un forzato riposo, ricevette in quel periodo la proposta, da parte della Rai, di interpretare il ruolo di Peter Pan in un successivo musical con Vittorio Gassman. Il male però era giunto a uno stadio avanzato, e mentre era ricoverata presso la clinica Villa Verde di Roma fu colta da un'ulteriore grave crisi. Morì la mattina del 31 luglio 1981, a soli 30 anni. I funerali furono celebrati tre giorni dopo nella Basilica del Sacro Cuore di Cristo Re e la salma venne tumulata nel cimitero Flaminio di Prima Porta.

## Omaggi
(Renato Zero, Ciao Stefania)
Dopo la morte della Rotolo, nel 1981, Renato Zero, suo amico da lunga data, le dedicò il brano Ciao Stefania, da lui scritto insieme al compagno della showgirl, Marcello Mancini. Nel 1984 è stato istituito il Premio Stefania Rotolo, un concorso di danza moderna dedicato alla showgirl. Nel 2001 la canzone Cocktail d'amore è stata inserita nella colonna sonora del film Le fate ignoranti di Ferzan Özpetek e nel 2015 nel film Poli opposti di Max Croci. Nel 2002 e 2003 è stato trasmesso da Rai 2 lo show televisivo Cocktail d'amore, esplicitamente dedicato alla sua memoria. La stessa sigla iniziale del varietà è una cover del brano omonimo, interpretata per l'occasione dalla conduttrice del programma, Amanda Lear. Proprio grazie a questa trasmissione i media tornano a parlare di Stefania dopo anni di silenzio intorno alla sua figura.
La sera di lunedì 1º agosto 2011 è stato trasmesso da Rai Storia, in occasione del trentennale dalla morte, un documentario omaggio alla soubrette dal titolo Ciao Stefania, che ha ripercorso le tappe più significative della carriera dell'artista con numerosi filmati dell'epoca di trasmissioni, a colori e in bianco e nero, che la vedevano protagonista.
La sera di sabato 17 giugno 2017 la Rai ha trasmesso uno speciale nel contenitore Techetecheté, riproponendo i migliori momenti della sua carriera artistica.

## Vita privata
Nel 1972, dalla relazione con il sassofonista Tyrone Harris nacque Federica, che non venne riconosciuta dal padre. Federica ha partecipato al Festival di Sanremo 2007 come cantante, con il nome d'arte di Jasmine, e nel 2023 partecipò al programma televisivo Tale e quale show. Dopo la fine della relazione con Harris, Stefania si legò sentimentalmente a Marcello Mancini, giornalista e autore televisivo.

## Discografia

### Album
- 1978 – Uragano Slam (RCA, PL 31399)

### Singoli
- 1977 – Toccami/Piccolo slam (RCA, BB 6033)
- 1977 – Go!!!/W Poncho (RCA, BB 6106)
- 1978 – Spaccotutto/L'amore è nell'aria (RCA, BB 6266)
- 1979 – Cocktail d'amore/Disco tic (EMI Italiana, 3C 006 - 18450)
- 1979 – Marameo/Marameo (versione strumentale) (EMI Italiana, 3C 006-18456)

## Hit Parade
Singoli
- 1977 – Toccami (Sammy Barbot & Stefania Rotolo)
- 1977 – Go!!! - (numero 8)
- 1979 – Cocktail d'amore (Castellari,C - Malgioglio,C - Mancini,M) - (numero 2)
- 1979 – Disco tic - (numero 2)
- 1980 – Marameo - (numero 15)

## Programmi televisivi
- Piccolo Slam (1977-1978)
- Non stop (1978)
- Tilt  (1979)
- Chromakey folies  (1980)
- Ieri e oggi  (1980)
- Superclassifica Show (1981)

## Filmografia
- La mafia mi fa un baffo, regia di Riccardo Garrone (1974)